# Mètode de Hartree-Fok
El mètode de Hartree-Fok (HF) és una forma aproximada de les equacions de mecànica quàntica per a fermions, utilitzada en física i química (on també es coneix com a mètode de camp autoconsistents). Això és degut al fet que les seves equacions, basades en orbitals d'ona particulars, són més accessibles computacionalment que els mètodes basats en funcions d'ones de moltes partícules. El mètode fou inventat pels físics-matemàtics Douglas Hartree (procediment bàsic) i Vladímir Fok (antisimetrització).
L'aproximació de Hartree-Fok és l'equivalent, en física computacional, a l'aproximació d'orbitals moleculars, d'enorme utilitat conceptual per als físics. Aquest esquema de càlcul és un procediment iteratiu per calcular la millor solució monodeterminantal a l'equació de Schrödinger independent del temps, per molècules aïllades, tant en el seu estat fonamental com en estat excitats. La interacció d'un únic electró en un problema de molts cossos amb la resta dels electrons del sistema s'aproxima mitjana com una interacció entre dos cossos (després d'aplicar l'aproximació de Born-Oppenheimer). D'aquesta manera, es pot obtenir una aproximació a l'energia total de la molècula. Com a conseqüència, calcula l'energia d'intercanvi de forma exacta, però no té en absolut en compte l'efecte de la correlació electrònica.

## Descripció qualitativa del mètode
La base del mètode de Hartree-Fok és suposar que la funció d'ona de molts cossos és un determinant de Slater d'orbitals d'una partícula. Això garanteix la antisimetria de la funció d'ona i considera l'energia d'intercanvi. No obstant això, no considera efectes de correlació que no necessàriament són menyspreables. A partir d'aquesta suposició, es pot aplicar el principi variacional de mecànica quàntica, es troba una equació d'autovalor és per als orbitals d'una partícula.
El punt de partida per al càlcul Hartree-Fok és un conjunt d'orbitals aproximats. Per a un càlcul atòmic, aquests són típicament els orbitals d'un àtom hidrogenoide (un àtom amb una càrrega nuclear qualsevol però amb un sol electró). Per càlculs moleculars o cristal·lins, les funcions d'ones inicials són típicament una combinació lineal d'orbitals atòmics. Això dona una col·lecció d'orbitals monoelectrònics, que per la naturalesa fermiònica dels electrons, ha de ser antisimètrica, el que s'aconsegueix mitjançant l'ús del determinant de Slater. El procediment bàsic va ser dissenyat per Hartree, i Fok va afegir l'antisimetrització.
Un cop s'ha construït una funció d'ones inicial, es tria un electró. Es resumeix l'efecte de tots els altres electrons, que s'usa per generar un potencial. (Per aquest motiu, es diu de vegades a aquest mètode un procediment de camp mitjà). Això dona un electró en un camp definit, per al qual es pot resoldre l'equació de Schrödinger, donant una funció d'ones lleugerament diferent per a aquest electró. Llavors, el procediment es repeteix per a cada un dels altres electrons, fins a completar un pas del procediment. D'aquesta manera, amb la nova distribució electrònica es té un nou potencial elèctric. El procediment es repeteix, fins a assolir la convergència (fins que el canvi entre un pas i el següent és prou petit).

## Algorisme
1. Especificar el sistema :
  1. Conjunt de coordenades nuclears, associades als corresponents nombres atòmics
  2. Nombre total d'electrons
  3. Funcions de base. L'elecció d'una base pot ser crític per arribar a una convergència adequada, i amb sentit físic, i no hi ha un procediment general amb garantia d'èxit. Els científics quàntics parlen de l'art d'escollir bé la base de funcions.
2. Calcular totes les integrals  (interaccions) rellevants per a les funcions de base: les energies cinètiques mitjanes, l'atracció electró-nucli, les repulsions bielectrónicas. Com que les funcions de base es mantenen al llarg de tot el càlcul, no cal tornar a avaluar les integrals. Depenent de les limitacions tècniques del moment i de la talla del sistema, les integrals poden o no mantenir-se en la RAM. En cas que no es mantinguin, l'estratègia òptima pot ser guardar-les en un disc dur o cinta, o bé recalcular en cada moment en què són necessàries.
3. Construir, amb les integrals calculades, la  matriu de superposició S , que mesura la desviació de l'ortogonalitat de les funcions de la base, i, a partir d'ella, la  matriu de transformació X , que ortogonaliza la base.
4. Obtenir una estimació de la  matriu densitat P  que, a partir d'un conjunt de funcions de base, especifica completament la distribució de densitat electrònica. Novament, la primera estimació no és òbvia, i pot requerir inspiració artística. Un càlcul de Hückel estès pot suposar una bona aproximació.
5. Coneixent la matriu densitat i les integrals bielectrónicas de les funcions de base, calcular l'operador d'interacció entre electrons, la matriu G.
6. Construir la matriu de Fok com a suma del hamiltonià "fix" (integrals monoelectrónicas) i la matriu G
7. Transformar, amb la matriu de transformació, la matriu de Fok en la seva expressió per a la base ortonormal, F '
8. Diagonalitzar F ', obtenir C' ie (vectors i valors propis)
9. De C 'i la matriu de transformació, recuperar C, que serà l'expressió en les funcions de base originals
10. C defineix una  nova matriu densitat  P
11. Si la nova matriu densitat difereix de l'anterior més que un criteri prèviament fixat (no ha convergit), tornar al punt 5.
12. En cas contrari, fer servir C, P i F per calcular els valors esperats de magnituds observables, i altres quantitats d'interès.

Si el càlcul divergeix, o convergeix amb lentitud, o arriba a una solució que no és una descripció adequada dels fenòmens que són d'interès,
- O bé es corregeixen els dos punts  artesanals , per exemple, donant més flexibilitat a les funcions de base, o, per contra, restringits a la part fonamental de la física, o obtenir una millor primera estimació de la matriu densitat P
- O bé s'apliquen mètodes que van més enllà de l'aproximació de Hartree-Fok

## Aplicacions, problemes i més enllà de Hartree-Fok
S'usa sovint en el mateix àrea de càlculs que la Teoria del Funcional de la Densitat, que pot donar solucions aproximades per les energies de canvi i de correlació. De fet, és comú l'ús de càlculs que són híbrids dels dos mètodes. Addicionalment, els càlculs a nivell Hartree-Fok es fan servir com a punt de partida per mètodes més sofisticats, com la teoria pertorbacional de molts cossos, o càlculs quàntics de Monte Carlo.
La inestabilitat numèrica és un problema d'aquest mètode, i hi ha diverses vies per combatre-la. Una de les més bàsiques i més aplicades és la barreja-F. Amb la barreja-F, no s'usa directament la funció d'ones d'un electró conforme s'ha obtingut. En lloc d'això, es fa servir una combinació lineal de la funció obtinguda amb les prèvies, per exemple amb la immediatament prèvia. Un altre truc, emprat per Hartree, és augmentar la càrrega nuclear per comprimir als electrons; després l'estabilització del sistema, es redueix gradualment la càrrega fins a arribar a la càrrega correcta.
Desenvolupaments més enllà del camp autoconsistents o SCF són el CASSCF i la interacció de configuracions. Els càlculs d'aquest tipus són relativament econòmics enfront d'altres de la química quàntica. D'aquesta manera, en ordinadors personals és possible resoldre molècules petites en molt poc temps. Les molècules més grans, o els desenvolupaments més sofisticats, per obtenir resultats més exactes, segueixen realitzant-se en superordinador és. Hi ha múltiples paquets informàtics que implementen el mètode de camp autoconsistents, entre els quals poden destacar Gaussian, MOLPRO i MOLCAS.